# Haibach (Unterfranken)
Haibach er en købstad i Landkreis Aschaffenburg i det bayerske Regierungsbezirk Unterfranken i Tyskland.

## Geografi
Haibach ligger øst-sydøst for Aschaffenburg ved den vestlig udkant af bjergkæden Spessart mellem Aschaffenburg eventyrslottet Schloss Mespelbrunn.
En stor del af arealet i kommunen er dækket af blandet skov.
Landsbyerne Grünmorsbach og Dörrmorsbach ligger syd for Haibach.